# De Kleine Scheikunde voor Dummies
De Kleine Scheikunde voor Dummies is een boek uit de Voor Dummies-reeks. Het gaat over scheikunde en legt de beginselen daarvan uit. De Kleine Scheikunde Voor Dummies is uit het Engels vertaald en had als oorspronkelijke naam Chemistry For Dummies. Het is geschreven door John J. Moore en uitgegeven door Pearson Education.